# Чивурін Андрій Петрович
Андрій Петрович Чиву́рін (9 травня 1964, Дрезден) — капітан команди КВК ХАІ з 1990, член збірної СНД (1994), символічної збірної Світу (1995), капітан збірної СНД (1996), редактор Вищої Ліги КВК в 1996—2012 роках і Вищої Української Ліги КВК (ТТО «АМІК»), редактор шоу «Ліга сміху», сценарист.

## Життєпис
Народився 9 травня 1964 року в Дрездені (НДР).
1987 — закінчив Харківський авіаційний інститут, факультет літакобудування. Після інституту в званні лейтенанта ВПС два роки служив в Білоруському військовому окрузі як технік літака.
1990 — створює команду КВК ХАІ, яка стала Чемпіоном Вищої ліги КВК і володарем Кубка Чемпіонів.
З 1996 року працює редактором Вищої ліги КВК і Вищої Української ліги КВК. Автор сценарію програм «КВН», «КВН. 40 років жартома», «Планета КВН», «Поза грою». Один з авторів і акторів телепередачі «Люди в білому». Починаючи з «Солдати 3» — керівник і сценарист серіалу, працює під псевдонімом «Андрій Білий».

## Телебачення
- «Клуб веселих і кмітливих»
- «Люди в білому»
- «Ліга сміху»

## Фільмографія
Сценарист
- 2005 — Солдати 4
- 2005 — Солдати 5
- 2006 — Солдати 6
- 2006 — Солдати 7
- 2006 — Солдати 8
- 2006 — Солдати 9
- 2006 — Солдати 10
- 2007 — Солдати 11
- 2007 — Солдати 12
- 2007 — Солдати 13
- 2007 — Прапорщик або «Е-мое»
- 2007 — Колобков. Справжній полковник
- 2007 — Морська душа
- 2007 — Солдати. Новий рік, твою дивізію
- 2007 — Солдати 14
- 2007 — Солдати. Дембельський альбом
- 2007 — Смальков. Подвійний шантаж
- 2009 — 2010 — Кремлівські курсанти
- 2010 — Стройбатя
- 2010 — Туман

## Книги
- Що таке КВН[2] (з  Михайлом Марфіним)